# Rationierung in Kuba

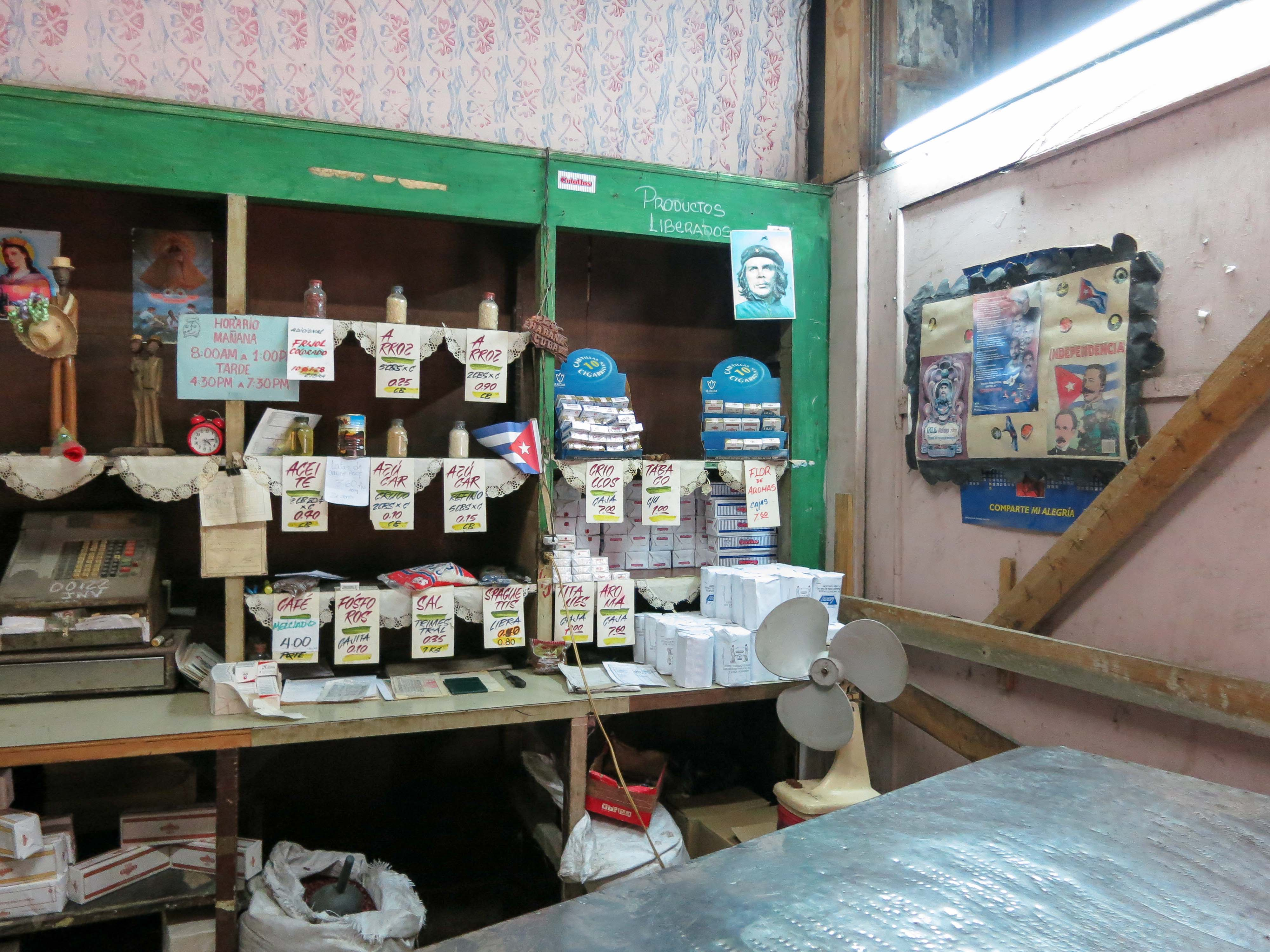
Eine Bodega in Havanna, in der subventionierte Lebensmittel gegen Bezugsschein angeboten werden.

Rationierung in Kuba beschreibt ein System der Verteilung von Lebensmitteln, das in Kuba unter der Bezeichnung Libreta de Abastecimiento („Bezugsbüchlein“) oder auch kurz Libreta bekannt ist. Dieses System bestimmt die Bezugsmengen für jede Person sowie die Häufigkeit der Zuteilung.

## Überblick
Die große Mehrheit der kubanischen Familien sind für ihren Lebensmitteleinkauf auf das Libreta-Verteilungssystem angewiesen, das am 12. März 1962 eingerichtet wurde. Dieses System legt fest, in welcher Menge und wie oft bestimmte Dinge pro Person gekauft werden dürfen.
Die meisten dieser Produkte werden über lokale Geschäfte, so genannte Bodegas, verteilt, die auf den Vertrieb dieser rationierten Waren spezialisiert sind. Für Fleisch, Geflügel oder Fisch sind dies entsprechende Fleischereien (Carnicería).
Auch einige andere industrielle Produkte können über die Libreta bezogen werden, wie z. B. Tabakwaren, Brennstoff für Kocher (Petroleum, Heizöl, Alkohol, Kerosin oder auch Holzkohle – abhängig von den jeweiligen Kochmöglichkeiten des Empfängers), Glühlampen sowie sonstiger Haushaltsbedarf.
Die Produkte, die in das Libreta-System einbezogen sind, variieren abhängig von Alter und Geschlecht. So erhalten zum Beispiel Kinder unter sieben Jahren einen Liter Milch pro Tag, genauso wie ältere, kranke oder schwangere Frauen. Auch Personen über 65 sind berechtigt, andere Zuteilungen zu erhalten. Für Spezialkost muss ein ärztliches Attest vorgelegt werden, das die Gesundheitsprobleme bestätigt und angibt, welche Produkte deswegen benötigt werden.

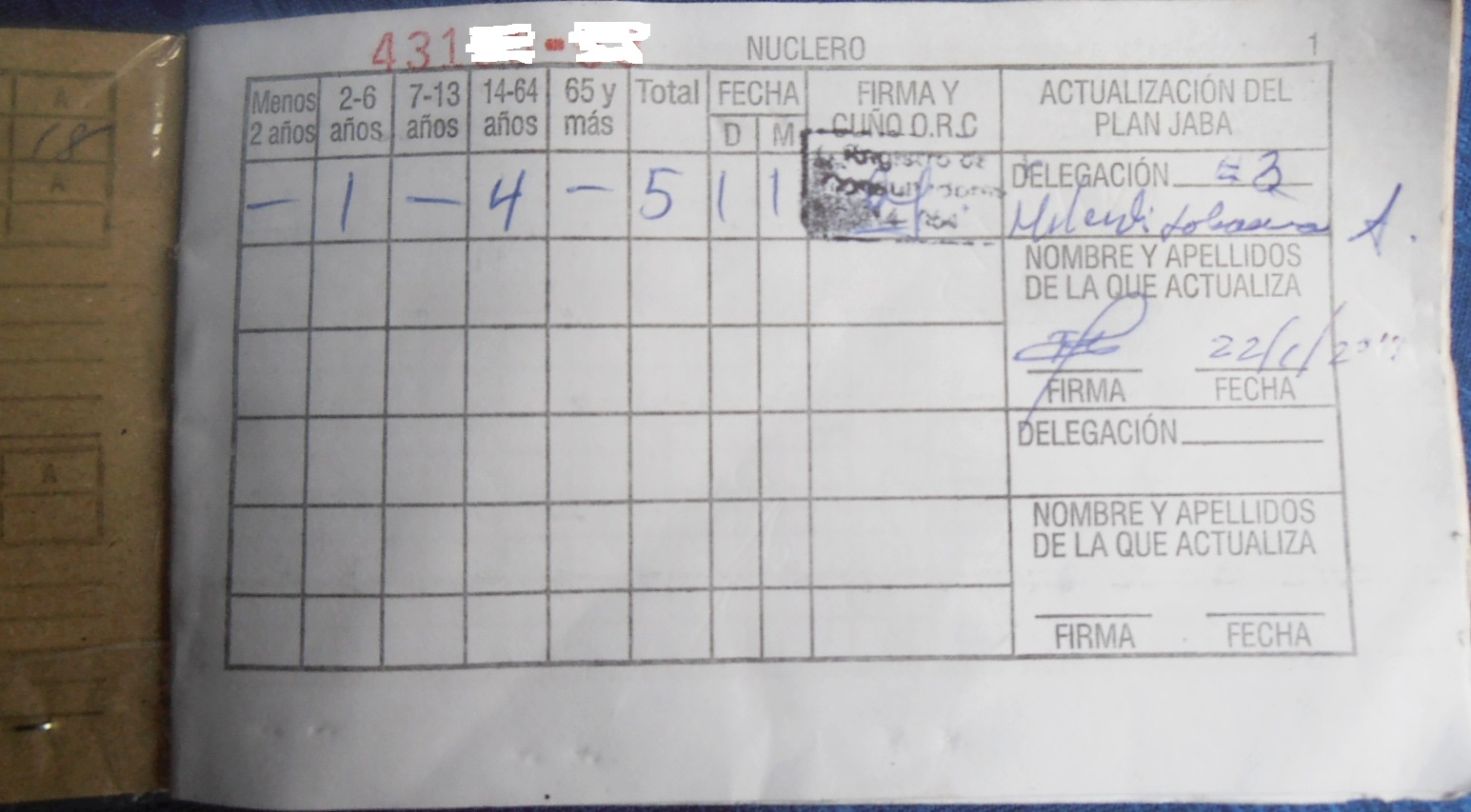
Libreta-Kernfamilie

Eine Regierungsbehörde, die OFICODA (oficina de control de productos alimentarios – Amt für die Aufsicht über Lebensmittelprodukte), die speziell für diese Aufgabe geschaffen wurde, verteilt die Libreta einmal jährlich an alle Einwohner in Form eines kleinen Heftes. Dieses Heft enthält Seiten, auf denen die genaue Anzahl und Altersgruppe derjenigen Personen steht, die zu einer Kernfamilie gehören. Ein Heft ist normalerweise einer Kernfamilie zugeordnet, genauso wie Hinweise auf eventuelle Diäten. Man kann diese Waren nur in den für das jeweilige Wohngebiet zuständigen Bodegas beziehen. Bei Umzug müssen also die Daten in der Libreta zuerst im OFICODA-Büro umgeschrieben werden.
Waren über das Libreta-System werden zu subventionierten Preisen angeboten. Diese sind seit der Einführung mehr oder weniger stabil geblieben, wobei sich auch der Durchschnittsarbeitslohn eines Arbeiters seitdem kaum verändert hat. Für jeden Monat gibt es eine Seite, auf der vom Verkäufer notiert wird, welche Produkte in welcher Menge bezogen wurden. Die Libreta muss bei jedem diesbezüglichen Einkauf vorgezeigt werden.
Bei seiner Einführung war das Rationierungssystem nicht auf Lebensmittel beschränkt, sondern es waren auch Industrieprodukte darüber erhältlich. Für die zu beziehenden industriellen Produkte gab es ein Heft mit Coupons zum Abreißen. Dies waren hauptsächlich Kleidung, Schuhe und Haushaltswaren, außerdem Spielzeug für Kinder. Es wurden normalerweise drei verschiedene Spielzeuge pro Kind und Jahr genehmigt, die normalerweise vor oder während des 6. Januars, dem Dreikönigsfest (in Kuba: Día de los Reyes – Tag der Könige) angeboten wurden. Nach dem Zerfall der Sowjetunion und des Ostblocks im Jahre 1989 begann in Kuba die Sonderperiode (Periodo especial) und Industrieprodukte wurden nicht mehr über dieses System verkauft. Heute werden zum Beispiel Stoff zum Nähen von Kleidung und auch fertige Kleidungsstücke über dieses Versorgungssystem verteilt.
Spezielle Gesetze regulieren das Funktionieren dieses Systems. Es werden Strafen für dessen Missbrauch ausgesprochen. Die häufigsten Unregelmäßigkeiten sind Abmachungen mit den Verkäufern, dass diese die abgegebenen Waren nicht oder nur unvollständig im Rationenheft eintragen, oder falsch abwiegen etc. Die Kubaner können strafrechtlich zur Verantwortung gezogen werden, wenn sie Veränderungen in der Zusammensetzung der Familie nicht unverzüglich der OFICODA melden.

## Standardrationen
Die folgende Tabelle illustriert die Standardrationen, wie sie über die Libreta verteilt werden. Die angegebenen Mengen verstehen sich pro Person und Monat. Auch eine Andeutung über die subventionierten Preise sind angegeben. Die Pauschalen variieren von Jahr zu Jahr, so dass die Zahlen, basierend auf Daten aus dem Jahr 2000, nur eine ungefähre Vorstellung vermitteln können:
| Produkt | Produkt                           | Menge            | Preis (CUP)   |
| --- | --------------------------------- | ---------------- | ------------- |
| Arroz | Reis                              | 6 lb (≈ 2,7 kg)  | 0.70 / lb     |
| Granos | Bohnen                            | 20 oz. (≈ 567 g) | 0.32 / lb     |
| Azúcar R. | Weißer (raffinierter) Zucker      | 3 lb (≈ 1,36 kg) | 0.15 / lb     |
| Azúcar C. | Brauner (unraffinierter) Zucker   | 3 lb             | 0.10 / lb     |
| Leche | Milch (nur Kinder unter 7 Jahren) | 1 l / Tag        | 0.25 / Person |
| Huevos | Eier (*)                          | 12               | 0.15 / Person |
| Platanas | Kartoffeln/Bananen                | 15 lb (≈ 6,8 kg) | 0.40 / lb     |
| (*) Nur von September bis Dezember. (Quelle: https://web.archive.org/web/20100130075235/http://cubamigo.org/merengue123/alimentacion.html) |                                   |                  |               |

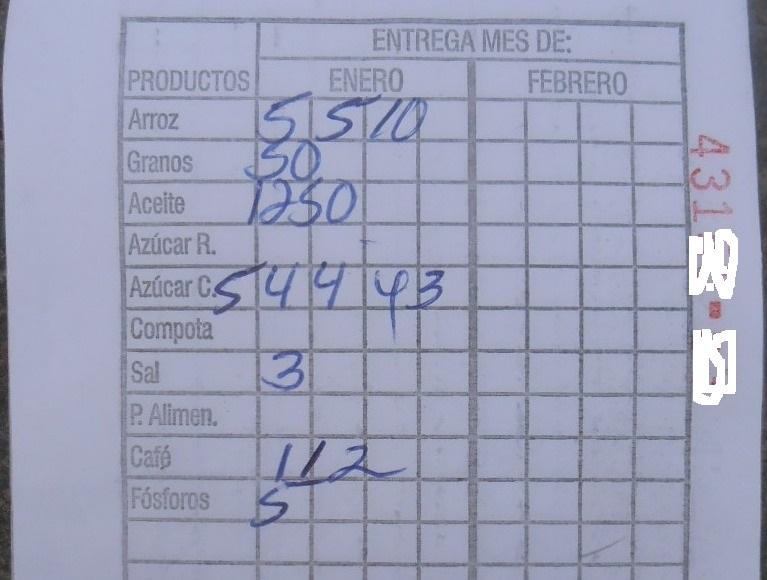
Libreta-Rationen

Fleischprodukte, sofern verfügbar, werden separat vertrieben. Es gibt einen Zwei-Wochen-Rhythmus, in dem meist abwechselnd unterschiedliche Produkte verkauft werden. Fisch, Rind, Rinderhack (normalerweise vermengt mit Soja), Geflügel, Wurst und Schinken fallen in diese Kategorie. Mengen und Preise variieren je nach Fleischware: Rind: ein halbes Pfund pro Person, Huhn: ein Pfund pro Person; jeweils alle zwei Wochen.
Sehr häufig stehen einige Waren nicht zur Verfügung oder deren Lieferung verspätet sich. Sind beispielsweise in einem Monat keine Bohnen lieferbar, so wird die fehlende Menge in der Regel auf die folgende Monatsmenge aufgeschlagen. Dies ist aber nicht immer der Fall. Insbesondere bei Rindfleisch kommt es zu solchen Verspätungen. Im Zuge der Wirtschaftskrise in den 2020er Jahren weitete sich dieses Problem auch auf andre Waren aus.
Da viele Waren häufig nicht in der Bodega verfügbar sind, bilden sich regelmäßig lange Schlangen, sollten diese Waren mehr oder weniger zufällig doch eintreffen. Dementsprechend lange dauert häufig ein Einkauf. Deshalb haben einige Leute mit speziellem Bedarf, wie z. B. Rentner oder schwangere Frauen Vortritt.
Mit der Zeit werden die Rationen, die über das Libreta-System verteilt werden, stetig kleiner. Manche Waren fallen ganz aus dem System der Verteilung subventionierter Waren. So kündigte die Regierung im September 2024 an, dass in Zukunft die Brötchen 20 Gramm an Gewicht verlieren werden. Statt zuvor 80 Gramm würden sie in Zukunft nur noch 60 Gramm wiegen. Im April 2025 wurde offiziell bestätigt, dass der Staat zu dieser Zeit nicht in der Lage war, die Libreta-Rationen zu sichern, und es auch wohl mindestens ein weiteres Jahr nicht sein werde.

## Rechtfertigung der Regierung

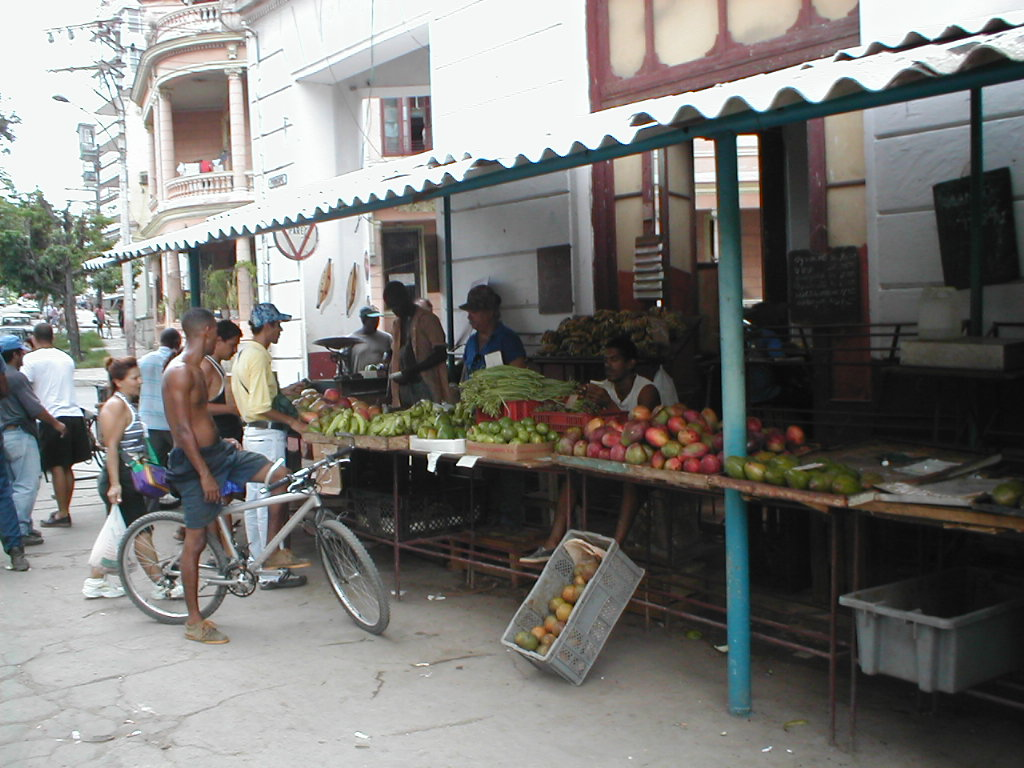
Viele Kubaner sind auf Beziehungen oder Tauschgeschäfte angewiesen, um die Dinge des täglichen Bedarfs zu beschaffen. Ein Markt in Havanna, Oktober 2002.

Gemäß der kubanischen Regierung sichert diese Methode die minimale Versorgung jedes Einwohners mit Lebensmitteln unabhängig vom sozialen bzw. ökonomischen Status und hat Pläne für dessen Auslaufen veröffentlicht. Konkrete Termine hierfür wurden allerdings nicht genannt. Außerdem wird betont, dass die Libreta nicht die einzige Möglichkeit für Kubaner ist, diese Produkte zu erwerben. Sie, wie auch noch andere Waren, seien außerdem noch erhältlich auf freien Märkten (mercados libres) oder Parallelmärkten (mercados paralelos) sowie natürlich in den zahlreichen Geschäften, die Waren für Peso convertible verkaufen. Es muss angemerkt werden, dass Preise von Produkten, die über das Rationierungsheft bezogen werden, ungefähr zwanzigmal niedriger sind als auf dem freien Markt.  Weiterhin wird betont, dass die humanitäre Hilfe, die Kuba von anderen Ländern erhält, auf diese Weise fair und angemessen verteilt wird. Laut offizieller Haltung ist dieses System zwar nicht wünschenswert, aber unvermeidlich und gerecht.
Die kubanische Regierung erkennt an, dass die über die Libreta vertriebenen Rationen nicht ausreichend sind, um einen angemessenen Lebensunterhalt zu sichern. Die Regierung beteuert außerdem, dass keine politische Einflussnahme auf die Bezugsmengen erfolgt, also jeder Bürger, unabhängig seiner politischen Meinung bzw. seines gesetzlichen Status, die gleiche Menge an Waren erhält.

## Kritik
Kritiker stellen sowohl die Gerechtigkeit als auch den Zweck dieser Methode in Frage. Gleichzeitig betonen sie Unzulänglichkeiten, wie zum Beispiel historische Abnahme der Lieferhäufigkeit sowie der erhältlichen Mengen der Produkte. Ihrer Meinung nach schafft sie tiefe ökonomische Unterschiede innerhalb des kubanischen Volkes, indem es zweigeteilt wird: in Devisenbesitzer, die sich die höheren Preise in den Devisenshops bzw. den mercados libres leisten können, und diejenigen, denen dies einfach nicht möglich ist.
Die kubanische Regierung wird außerdem beschuldigt, dieses System zu benutzen, um Einfluss auf die Kubaner auszuüben: Das System der Verteilung von Gütern ist für die meisten kubanischen Familien die einfachste, wenn nicht gar die einzige Möglichkeit ist, sich einen minimalen, ärmlichen Lebensstandard zu sichern (Gehälter werden normalerweise in Kubanischen Pesos ausgezahlt). Dies gebe der Regierung die Macht, Dissidenten einzuschüchtern oder abzustrafen, da diese Angst haben müssten, von der Versorgung über die Libreta ausgeschlossen zu werden.
Weiterhin glauben die Kritiker, dass humanitäre Hilfe nicht so, wie von der Regierung behauptet, über dieses System verteilt werde. Sie betonen außerdem die Tatsache, dass das System von der kubanischen Regierung im Jahre 1962 etabliert wurde, als eine temporäre Reaktion auf eine Krise, aber schon seit 45 Jahren Bestand hat.
In der kubanischen Bevölkerung hat sich die Kritik gegen die Libreta unter Zuhilfenahme des choteo in populären alltagssprachlichen Wendungen des kubanischen Spanisch manifestiert.

## Strafen
Verstöße gegen das Lebensmittelrecht sind im internationalen Vergleich teilweise extrem hart. So kann zum Beispiel eine Person nach kubanischem Recht für das Töten einer Kuh eine höhere Gefängnisstrafe bekommen als für die Tötung eines Menschen:
- Für das Töten einer Kuh sind nach kubanischem Strafrecht bis zu 10 Jahren Gefängnis vorgesehen.
- Derjenige, der Fleisch einer illegal geschlachteten Kuh transportiert oder verkauft, kann mit Gefängnis zwischen drei und acht Jahren bestraft werden.
- Wer unerlaubt Rindfleisch in einem Restaurant oder am Arbeitsplatz anbietet, dem drohen zwei bis fünf Jahre Gefängnis
- Der Kauf solchen Rindfleischs kann mit Gefängnis zwischen drei Monaten und einem Jahr bzw. einer hohen Geldstrafe belangt werden.

Die Behörden haben das Recht, sämtliches Eigentum eines jeden Beteiligten am Schwarzmarkthandel mit Rindern zu beschlagnahmen.